# S-Bahn-Ring Wien

Der 2023 veröffentlichte Plan sieht die Realisierung eines Rings durch zwei S-Bahn-Linien vor.

Der Wiener S-Bahn-Ring ist eine mehrfach angekündigte Verknüpfung der durch die Außenbezirke Wiens verlaufenden Bahnstrecken im Rahmen der S-Bahn Wien.

## Geschichte
Obwohl die Vorortelinie, die Donauuferbahn, die Donauländebahn und die Verbindungsbahn mit der Stammstrecke und der Ostbahn einen Ring um die inneren Wiener Stadtbezirke bilden, wurde bis zur Eröffnung der S45 auf keiner dieser Strecken ein in den Kernzonentarif eingebundener, dichter Taktverkehr angeboten. Als Verbesserung der S45 wurde ab 1993 deren Verlängerung vom Handelskai zur Haltestelle Wien Praterkai (die im Bereich des Donauuferbahnhofs liegt) sowie eine Verdichtung auf einen Zehn-Minuten-Takt geplant. Die Verlängerung der S45 entlang der Donau wurde von der Stadt Wien in den Masterplan Verkehr 2003 aufgenommen.
2012 wurde eine Verlängerung der S45 entlang des Handelskais erneut erwogen, ein S-Bahn-Ring sollte bis 2015 verwirklicht werden. Mit dem Ausbau der Verbindungsbahn entstand die Möglichkeit der Führung der S45 nach Meidling. Befürworter einer solchen Linienführung verweisen auf die Möglichkeit eines direkten Anschlusses der westlichen Bezirke an die Süd- und Westbahn, die Schaffung einer Alternative zur U6 sowie die Einrichtung einer wienflussquerenden hochrangigen Nord-Süd-Verbindung innerhalb der westlichen Außenbezirke. 2018 erklärte der Gemeinderat seine Absicht zur Errichtung eines S-Bahn-Rings bis 2025.
Im Mai bis Dezember 2023 fand unter Beteiligung der Stadt Wien, der ÖBB und externen Experten eine Machbarkeitsstudie zum Ausbau statt, die eine Führung mit zwei Linien als optimales Ergebnis präsentierte. Demzufolge wäre die S45 über die Donauuferbahn bis Praterkai zu führen und die S80 wie bisher von Hütteldorf nach Aspern Nord. Dazu wären für die S 45 die Haltestellen Reichsbrücke und Donaumarina neu zu errichten und die Station Praterkai zur Umsteigestation auszubauen. Die Neuerrichtung der in den Plänen auch verzeichneten Haltestelle Baumgarten an der Vorortelinie wird zumindest seit 2019, und die Neuerrichtung der Haltestellen Hietzinger Hauptstraße und Stranzenbergbrücke an der Bahnstrecke Wien Penzing–Wien Meidling zumindest seit 2016 konkret geplant.

Fahrpläne für Personenzüge zwischen Heiligenstadt–Donaukai–Klein Schwechat–Oberlaa–Ober Hetzendorf–Westbahnhof/Hütteldorf-Hacking im Sommer 1914 und 1928
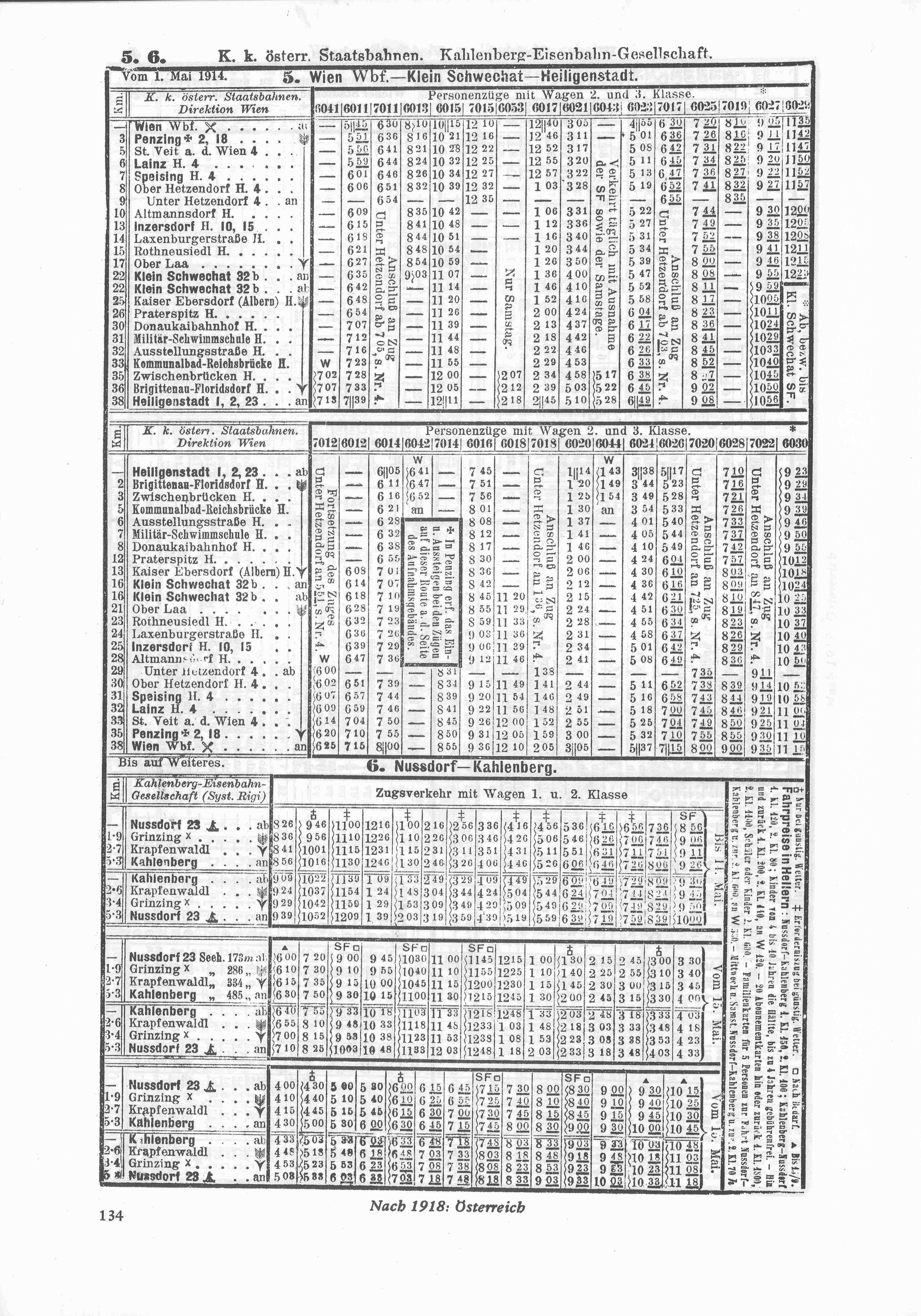
Fahrplan 1914
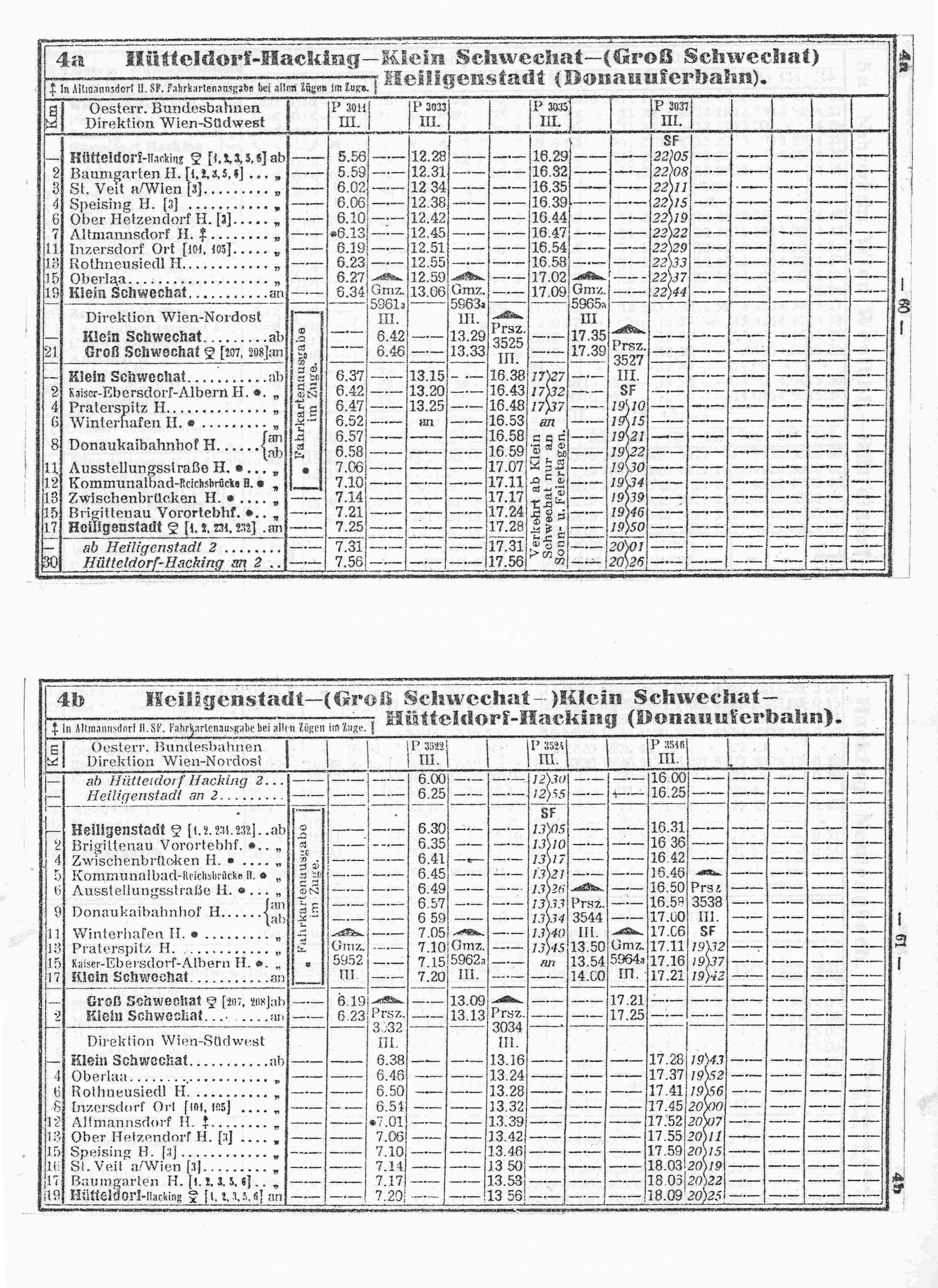
Fahrplan 1928